# 句安
句安（?—?），原是蜀漢的牙門將。延熙十二年（249年）秋季，與李韶隨同姜維北伐魏國的雍州。姜維先差遣句安、李韶前往麴山修築二城並守之，但被魏將陳泰用計斷了糧道，城中糧缺，又苦等不到援兵，隨即降魏。後來鍾會發兵討伐蜀國時（魏灭蜀之战），以魏將的身份參戰。